# Ectoneura pectinata
Ectoneura pectinata är en kackerlacksart som först beskrevs av Henri Saussure 1873.  Ectoneura pectinata ingår i släktet Ectoneura och familjen småkackerlackor. Inga underarter finns listade i Catalogue of Life.